# Cyphochilus cratacea
Cyphochilus cratacea är en skalbaggsart som beskrevs av Niijima och Sôichirô Kinoshita 1923. Cyphochilus cratacea ingår i släktet Cyphochilus och familjen Melolonthidae. Utöver nominatformen finns också underarten C. c. taipeiensis.